# أكبر أباد (مقاطعة دورود)
اكبرآباد (بالفارسية: اکبرآباد) هي قرية تقع في قسم حشمت‌آباد الريفي (مقاطعة دورود) في إيران. يقدر عدد سكانها بـ 356 نسمة بحسب إحصاء 2016.